# Поповец
 Тази статия е за селото в България.  За селото в Северна Македония вижте Попоец.  
Поповец е село в Южна България. То се намира в община Стамболово, област Хасково.

## География
Село Поповец, (Ходжалар/Hocalar/) е разположено в котловина със северно изложение. В южния край на селото е изворът на река Бисерска, вливаща се в река Марица при село Бисер близо до гр. Харманли – Област Хасково. Китно селце с умерен климат, мека зима и топло лято, заобиколено от широколистни и иглолистни гори, живописни възвишения и дерета. На еднакво отстояние е от гр. Хасково, гр. Кърджали и гр. Харманли – 35 – 40 км. Кръстовище на пътищата Кърджали – Свиленград и Хасково – Крумовград.

## История
За историята на село Поповец, мога да се позова само на спомените, разказвани ми от моя дядо, от баща ми, от други земляци и разказите на възрастни местни турци живели в селото преди заселването му от българи-бежанци от Беломорска Тракия и Македония.
До 1928 г. селото е населено предимно от християнски ромски домакинства и пет мюсюлмански такива.
Ромските домакинства са били цигани рудари, по-известни като власи или „влашки цигани“. Тази общност е румъноезична и с преобладаващо румънско етническо самосъзнание. Подобно на кардарашите, те се разселват из България по време на голямата калдерарска вълна през късния XIX век и също изповядват православното християнство. Тази метагрупа има две основни подразделения (групи): лингурари (лъжичари, копанари), занимаващи се с изработване на дървени изделия, и урсари (мечкари), чието основно препитание е сезонното атракционно развеждане на мечки или маймунки из България.
Според етнолозите-циганолози, двете групи са не така строго ендогамни и проявяват метагрупово самосъзнание, т.е. смесването на лингурари с урсари не е така проблемно, както някои вътрегрупови смесвания при йерлиите и кардарашите.
Рано напролет те са напускали селото и скитали из страната по събори и панаири, демонстрирали уменията на своите питомци под звуците на кемането (гъдулката) и провлачените монотонни мечкадарски песни за случки и събития, за героизма на Марко Кралевити и Баба Меца, продавали изработените през зимата дървени лъжици, лопати, вретена, копъни и копани. В късно лято се прибирали на село; ожънвали нивите си, овършавали житото, изоравали и посявали нивите за следващата година.
През 1928 г. изкупувайки къщите и нивите на циганите, селото се заселва от българи, прогонени от Беломорска Тракия и Беломорска Македония предимно от Домуздере, Дедеагачко. Имало е и от Мала Азия, а бежанците от Беломорска Македония се заселили в Новата махала (Yeni mahalle) (Македонската махала).
Циганите се разпиляват из страната в близост до курортните селища.
През 1931 г. се открива изграденото от бежанците училище именувано:„ПОПОВЕЦКО НАРОДНО ПЪРВОНАЧАЛНО УЧИЛИЩЕ“ с. Поповец Хасковска околия. Едни от първите учители са сем. Коклеви. По-късно през 1940 г. то вече е: Народно Основно Училище „Св. Климент Охридски“. Според живи свидетели децата от селото, преди да се построи училището в с. Поповец са ходили на училище пеша в с. Рудина (Тепеджик/Tepecik/) и с. Царева поляна.
По същото време съселяните купуват църковна камбана и я окачват пред пълномощничеството на една греда между две круши, с която бележат църковните празници и събития, както и да алармират в случай на бедствие. След изселването на българите от с. Поповец, камбаната е занесена в черквата на с. Долно Ботево, тъй като тяхната е била спукана.
Етническата толерантност между мечкадарите и мюсюлманските фамилии се е наследила от бежанците. В селото е имало джамия без минаре и църква без камбанария. Училището е построено с лице към джамията и в съседство с нея (тогавашно училище за ходжи от където идва и турското име на селото „Ходжалар“). През 2006 година след основен ремонт е изградено и минаре на джамията.
Уникалното географско разположение на селото – „село под вода“ (в горният край на селото е извора на Бисерска река преминаваща през селото като „Домуздере“) е било основния мотив за заселването му от тракийските бежанци и е допринесло за развитието му.
Част от водата на извора е била доведена до селото и чрез вади е стигала до всеки двор. По поречието на реката наречена от бежанците „Домуздере“, на името на родния им край, те са изградили пет воденици: Под „Харманите“ – Бай Янювата воденица /Деирмена на Кабакоглу/; Под Новата махала – Карабойковата воденица и Под „Кабата“ на с. Зимовина – Ормановата воденица /Орманън деирмени/.
Засаждат нови лозя в местността „Колджата“ – старите са били предимно по южния склон на местността „Ирека“, по-късно – силно ерозирала и обрасла с драки местност, и отнемат пазара на гроздето от с. Стамболово, с което си навличат неприязънта на „стамболовци“, който ги наричат „маджури-мечкадари“.
В Поповец се откриват две бакалници: Ламбовата и Карабойковата, петмезчийница и ракиджийски казан на бай Димо Карабойков, които обслужват както селото така и околните села, „та чак оттатък Арда“.
1954 г. започва новото пренаселване на селото. От селата, оставащи в чашката на язовир „Студен кладенец“ идват турски домакинства, които купуват къщите и част от нивите на „пролетаризиращите“ се, бягащи от „колективизацията“ бежанци.
Новите заселници – етнически турци са предимно от село Крояци, което остава във водите на язовир „Студен кладенец“. При преселването си тук те пренасят подпорните гравирани колони от близо 350-годишната джамия от с. Крояци и ги полагат в конструкцията на ремонтираната джамия в селото. Етническите българи се изселват предимно в град Кърджали. След 1962 г., когато почива бай Димо Карабойков и жена му баба Марина остава да живее в гр. Кърджали при сина си Георги, селото остава изцяло населено с етнически турци. През 1958 – 59 година държавата отнема собствеността им върху придобитите земи и ги колективизира. Създава се ТКЗС в селото. През 1965 година селото се електрифицира. През 1966 г. в селото се закупува за читалището и първия телевизор. Пак около това време се довършва пътя Поповец разклона за Лясковец и селото има пътна връзка с Хасково. В началото, селото има два автобуса за града сутрин от 5 и след обед от 15 часа. През 1968 година в селото е открито новото училище с 4 класни стаи и една детска градина с директор учителят Федат Хасиб. По-късно училището се модернизира и след време става и основно училище с модерен двор и ученически стол. Старото училище се разваля и материалите се използват за строителството на помещения за дърва към новото. На местото на старото училище започва да се строи търговско административен комплекс. Около1969 година в селото се открива здравна служба с фелдшер Христо Гачев родом от село Лозен, Свиленградско. През април 1968 в махалата на селото се извършва брутално убийство. Загиват трима – бай Ибрам, бай Изет и бай Руфат – пълномощникът, бригадирът и служителят в пълномощничеството на селото. Това оставя дълбока следа в съзнанието на жителите на селото. Възпоменателната плоча на чешмата в центъра на селото и чешми в тяхна памет продължават да напомнят за това. Селото отначало е пълнощничество после става кметство и дълго време кмет до 1988 година е Мехмет Бекир който впоследствие живее в Измир.
От 1970 до 1985 година в селото се построяват много нови къщи. Асфалтират се улиците, селото се свързва с пътна връзка с Кърджали. Изгражда се околовръстния път от Стамболово за селата по поречието на р. Арда.
Идва декември 1984 година когато се извършва принудителната смяна на имената на турското население в селото. Има предварителни протести, но няма жертви. След арестуване в МВР Хасково през 1985 година е докаран мъртъв в селото любимецът на селските младежи Рашид Рамадан който се е връщал от работа в Русия. Дори през тези години добрите взаимоотношения между етносите не се разрушават. В селото се провеждат сборове на които присъстват много напуснали селото етнически българи. Повечето от тях се обръщат към старите си приятели с турските им имена. През лятото на 1985 селото е посетено от Световния шампион по вдигане на тежести Наим Сюлейманоглу. Направена е общоселска снимка с него на площада от Ариф Ферад който след 1991 година е избран за кмет на селото. През май 1989 г. са депортирани за Република Турция първо Недим Руфат и Нувел Али, които са членове на Организацията за правата на човека по това време. През следващите месеци около 250 жители напускат селото и поемат към Република Турция. Настъпва поредното време разделно в близо 400-годишната история на село Поповец. Заминават за Турция тези на които им се издават паспорти с изходни визи.

## Културни и природни забележителности
- местността „Колджата“, от където извира „Бисерска река“,
- местността „Хамбарлъка“ с останки от граничните наблюдателни кули „Янаклък“, „Бараан чешмеси“ и „Гьоледжек“ които са свързани тясно с историята на селото.

## Редовни събития
- Ежеседмичен съботен пазар за стоки на площада